# Independent Spirit Awards 2002
La cerimonia di premiazione della 17ª edizione degli Independent Spirit Awards si è svolta il 23 marzo 2002 sulla spiaggia di Santa Monica, California ed è stata presentata da John Waters. Ang Lee e Nicole Kidman sono stati i presidenti onorari.

## Vincitori e candidati
I vincitori sono indicati in grassetto, a seguire gli altri candidati.

### Miglior film
- Memento, regia di Christopher Nolan
- Hedwig - La diva con qualcosa in più (Hedwig and the Angry Inch), regia di John Cameron Mitchell
- L.I.E., regia di Michael Cuesta
- Things Behind the Sun, regia di Allison Anders
- Waking Life, regia di Richard Linklater

### Miglior attore protagonista
- Tom Wilkinson - In the Bedroom
- Ryan Gosling - The Believer
- Jake Gyllenhaal - Donnie Darko
- John Cameron Mitchell - Hedwig - La diva con qualcosa in più (Hedwig and the Angry Inch)
- Brian Cox - L.I.E.

### Miglior attrice protagonista
- Sissy Spacek - In the Bedroom
- Molly Parker - The Center of the World
- Tilda Swinton - I segreti del lago (The Deep End)
- Kerry Washington - Lift
- Kim Dickens - Things Behind the Sun

### Miglior regista
- Christopher Nolan - Memento
- John Cameron Mitchell - Hedwig - La diva con qualcosa in più (Hedwig and the Angry Inch)
- Michael Cuesta - L.I.E.
- Cheryl Dunye - Stranger Inside
- Richard Linklater - Waking Life

### Miglior fotografia
- Peter Deming - Mulholland Drive
- W. Mott Hupfel III - The American Astronaut
- Giles Nuttgens - I segreti del lago (The Deep End)
- Frank G. DeMarco - Hedwig - La diva con qualcosa in più (Hedwig and the Angry Inch)
- Wally Pfister - Memento

### Miglior sceneggiatura
- Christopher Nolan - Memento
- Henry Bean - The Believer
- Robert Festinger e Todd Field - In the Bedroom
- Milo Addica e Will Rokos - Monster's Ball - L'ombra della vita (Monster's Ball), regia di Marc Forster
- Richard Linklater - Waking Life

### Miglior attore non protagonista
- Steve Buscemi - Ghost World
- John C. Reilly - Anniversary Party (The Anniversary Party)
- Garrett Morris - Jackpot
- Billy Kay - L.I.E.
- Don Cheadle - Things Behind the Sun

### Miglior attrice non protagonista
- Carrie-Anne Moss - Memento
- Summer Phoenix - The Believer
- Tamara Tunie - Crime Shades (The Caveman's Valentine)
- Davenia McFadden - Stranger Inside
- Uma Thurman - Tape

### Miglior film d'esordio
- In the Bedroom, regia di Todd Field
- Anniversary Party (The Anniversary Party), regia di Jennifer Jason Leigh e Alan Cumming
- The Believer, regia di Henry Bean
- Donnie Darko, regia di Richard Kelly
- Ghost World, regia di Terry Zwigoff

### Miglior sceneggiatura d'esordio
- Daniel Clowes e Terry Zwigoff - Ghost World
- Jennifer Jason Leigh e Alan Cumming - Anniversary Party (The Anniversary Party)
- Richard Kelly - Donnie Darko
- John Cameron Mitchell - Hedwig - La diva con qualcosa in più (Hedwig and the Angry Inch)
- Stephen M. Ryder, Michael Cuesta e Gerald Cuesta - L.I.E.

### Miglior documentario
- Dogtown and Z-Boys, regia di Stacy Peralta
- Go Tigers!, regia di Kenneth A. Carlson
- LaLee's Kin: The Legacy of Cotton, regia di Susan Frömke, Deborah Dickson e Albert Maysles
- Promesse (Promises), regia di Justine Shapiro, B.Z. Goldberg e Carlos Bolado
- Scratch, regia di Doug Pray

### Miglior performance di debutto
- Paul Dano - L.I.E.
- Ana Reeder - Acts of Worship
- Hilary Howard, Anthony Leslie e Mitchell Riggs - Kaaterskill Falls
- Yolonda Ross - Stranger Inside
- Clint Jordan - Virgil Bliss

### Miglior film straniero
- Il favoloso mondo di Amélie (Le fabuleux destin d'Amélie Poulain), regia di Jean-Pierre Jeunet
- Amores perros, regia di Alejandro González Iñárritu
- Lumumba, regia di Raoul Peck
- Sexy Beast - L'ultimo colpo della bestia (Sexy Beast), regia di Jonathan Glazer
- Together - Insieme (Tillsammans), regia di Lukas Moodysson

### Premio John Cassavetes
- Jackpot, regia di Michael Polish
- Acts of Worship, regia di Rosemary Rodriguez
- Kaaterskill Falls, regia di Josh Apter e Peter Olsen
- Punks, regia di Patrik-Ian Polk
- Virgil Bliss, regia di John Maggio

### Truer Than Fiction Award
- Monteith McCollum - Hybrid
- Edet Belzberg - Children Underground
- Alix Lambert - The Mark of Caïn
- B.Z. Goldberg, Carlos Bolado e Justine Shapiro - Promesse (Promises)
- Sandi Simcha DuBowski - Trembling Before G-d

### Producers Award
- Rene Bastian e Linda Moran - Martin & Orloff e L.I.E.
- Nadia Leonelli - Acts of Worship e Perfume
- Jasmine Kosovic - Just One Time e The Adventures of Sebastian Cole
- Adrienne Gruben - Treasure Island e Olympia

### Someone to Watch Award
- Debra Eisenstadt - Daydream Believer
- Michael Gilio - Kwik Stop
- DeMane Davis e Khari Streeter - Lift
- David Maquiling - Too Much Sleep